# Chartocerus novitzkyi
Chartocerus novitzkyi är en stekelart som först beskrevs av Domenichini 1955.  Chartocerus novitzkyi ingår i släktet Chartocerus och familjen långklubbsteklar. Inga underarter finns listade i Catalogue of Life.